# Gedeon Rajecki
Gedeon Rajecki (Dunin) herbu Łabędź (ur. ok. 1589, zm. w lipcu 1654) – żołnierz w służbie hetmana Jana Karola Chodkiewicza, później (1625) podkomorzy derpski, następnie (1631) kasztelan parnawski, kasztelan miński (1634); w początkach 1649 mianowany został wojewodą mińskim, a podczas sejmu 1649/1650 złożył przysięgę senatorską.
Pochodził z rodziny wywodzącej się z dóbr Rajec k. Radomia, z gałęzi osiadłej w XVI wieku w powiecie wiłkomierskim na Litwie. Jego rodzicami byli wojski trocki Baltazar (Balcer) oraz Świętosława z Okuniów, był ich czwartym synem. Jako rotmistrz armii Chodkiewicza brał udział w latach 1617–1618 w tzw. wojnie moskiewskiej, później (na początku 1619) wraz ze swą chorągwią stacjonował w Kokenhuzie nad Dźwiną, później (w 1620 lub 1621) uczestniczyć miał w jakiejś „kampanii wołoskiej”, po czym – już w 1622 – ze służby wojskowej odszedł.
Wobec zagrożenia ze strony najazdu szwedzkiego na powiat wiłkomierski tamtejsza szlachta wydała mu nakaz zgromadzenia wojska (100 konnych i 200 kozaków) celem obrony powiatu. Przyprowadziwszy Krzysztofowi Radziwiłłowi stu husarzy wziął udział w zdobyciu Nerety i Czados.
Po tym epizodzie wojskowym aktywność Gedeona Rajeckiego przejawiała się już głównie w działalności publicznej i politycznej. Wziął udział w sejmiku relacyjnym w Wilnie (początek stycznia 1627), po czym w imieniu hetmana Lwa Sapiehy uczestniczył 19 stycznia w podpisaniu rozejmu ze Szwedami. Jeszcze w tym samym roku reprezentował Wiłkomierz jako deputat w Trybunale Litewskim. W kolejnych latach jeszcze kilkakrotnie brał udział w konwokacjach i obradach różnych gremiów na Litwie.
Był kalwinistą, patronem zboru w Czadosach, od 1636 w radzie kuratorów generalnych zborów Wielkiego Księstwa Litewskiego; w grudniu 1639 król Władysław IV wyznaczył go – wraz z Krzysztofem Radziwiłłem – do komisji reprezentującej stronę kalwińską w rozstrzygnięciu spraw związanych z zamieszkami, do których doszło w Wilnie. Komisja ta zakończyła swoją pracę – wobec stronniczego stanowiska komisarzy reprezentujących katolików – z rezultatem dalece niesatysfakcjonującej dla strony kalwińskiej (Radziwiłł i Rajecki sporządzili własny protokół z akt sprawy, do którego dołączyli dokumenty odrzucone przez katolików). Wobec niepowodzenia, które Rajecki odniósł w tej sprawie, na kilka lat wyłączył się z polityki. Brał udział w synodach kalwińskich w 1642 i 1645.
W 1648 wziął w Wilnie udział w spotkaniach senatorów poświęconych zapewnieniu bezpieczeństwa Litwy po śmierci Władysława IV. Rok później mianowany został wojewodą mińskim.

## Źródła
- Andrzej Rachuba: Polski Słownik Biograficzny. T. 30: Radwan – Radziwiłł Jan. Wrocław-Warszawa-Kraków-Gdańsk-Łódź: Polska Akademia Nauk, 1987, s. 471–472.